# Maurits Verveer
Moses Leonardus (Maurits) Verveer (Haag, 7. května 1817 – 23. března 1903) byl nizozemský malíř a fotograf.

## Život a dílo
Verveer byl synem obchodníka Leonarda Mosese Verveera a Caroliny Elkan. Vyučil se jako malíř. Jeho bratři Salomon a Elchanon také působili jako malíři. Verveer často zpodobňoval mariňáky a scheveningenské plážové scény.
V roce 1857 otevřel Etablissement van photograpische portretten. Předpokládá se, že přešel na fotografii, protože jeho finanční příjem malíře byl pro něho zklamáním. Ve skutečnosti pak jako fotograf vydělával víc než jeho malířští bratři. Věnoval se fotografování slavných lidí. V roce 1861 vydal „Album našich současníků v oblasti umění a věd“, ve kterém shromáždil šedesát portrétů profesorů a umělců. Fotografoval také členy královské rodiny a vděčně za svou práci dostal v roce 1863 od královny Sophie ocenění. Následující rok mu bylo dovoleno užívat tiul „fotograf Z. M. Nizozemského krále“ a o rok později „fotograf Z. M. krále Nizozemska a H. M. královny“. Pořídil první oficiální fotografii princezny Wilhelminy, téměř dva měsíce po jejím narození.
Verveer byl členem Pulchri Studia, jehož prezidentem byl jeho bratr Salomon. Když mu bylo téměř 75 let, uzavřel svůj fotoateliér a znovu se účastnil různých výstav jako malíř. Zemřel v roce 1903 ve věku 85 let.

## Díla (výběr)

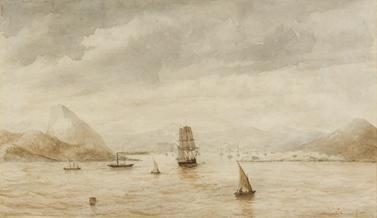
Rio de Janeiro (1850)
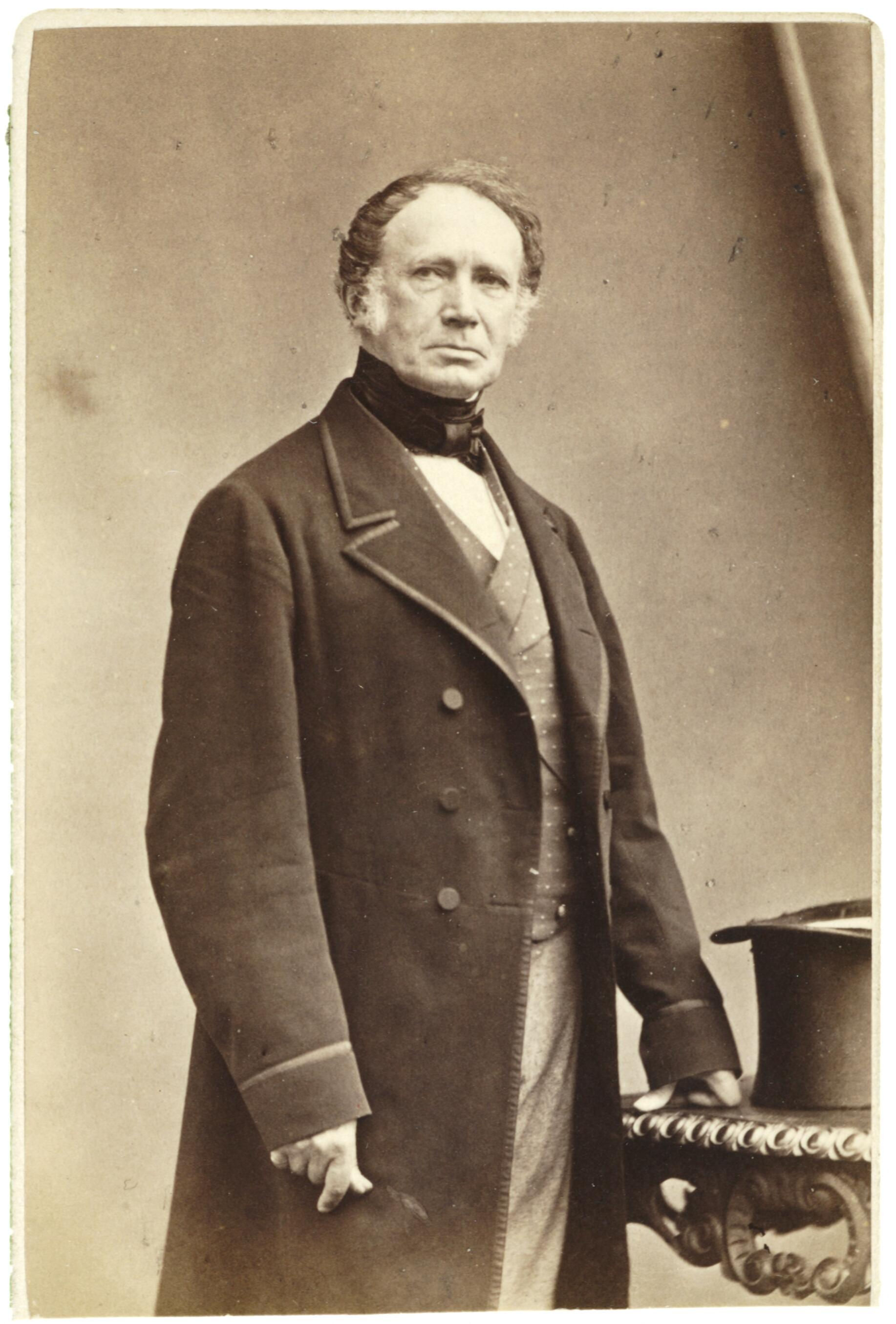
Frederik van Oranje-Nassau (1797–1881)
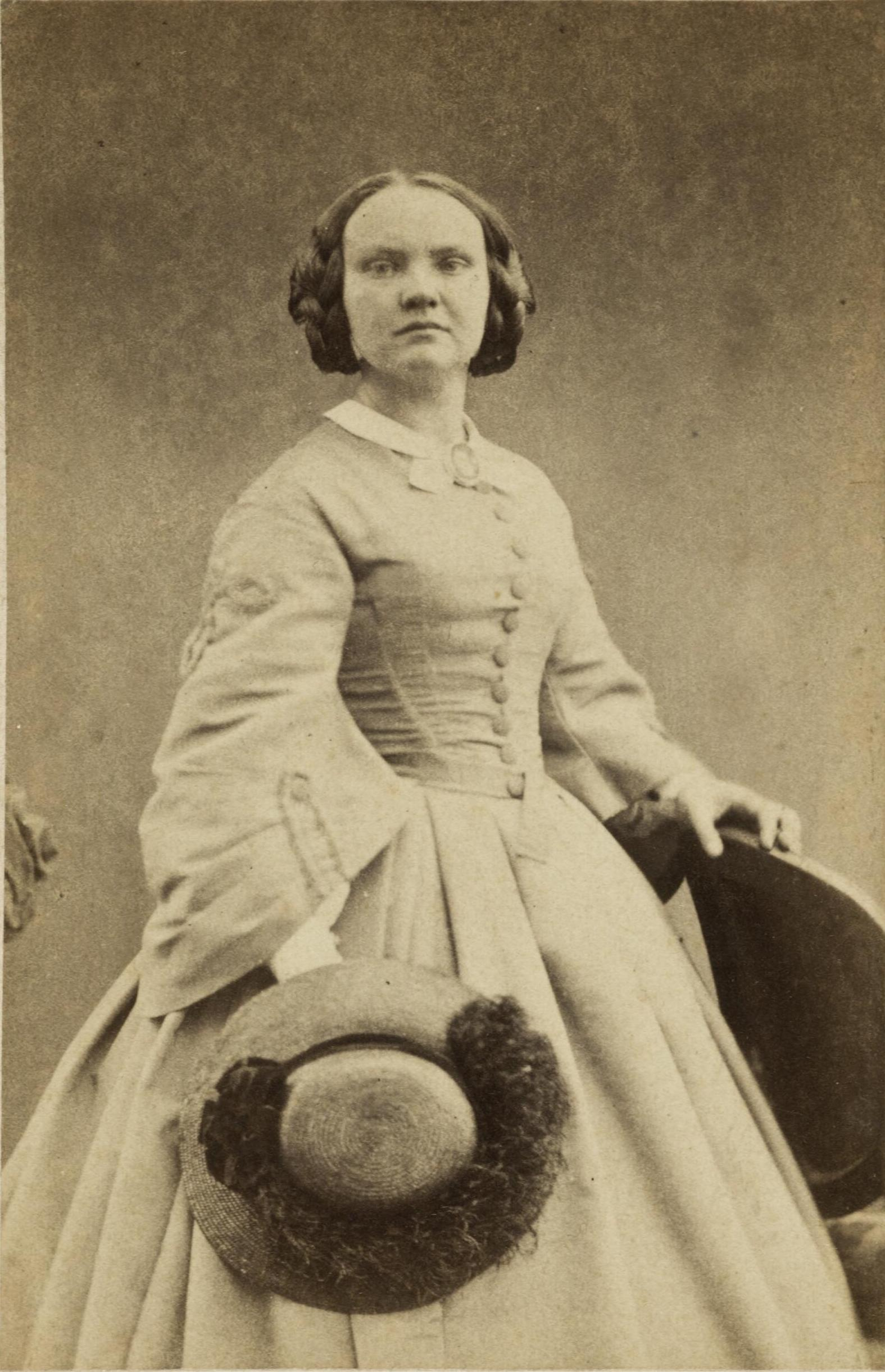
Portrét Marie Bilders-van Bosse
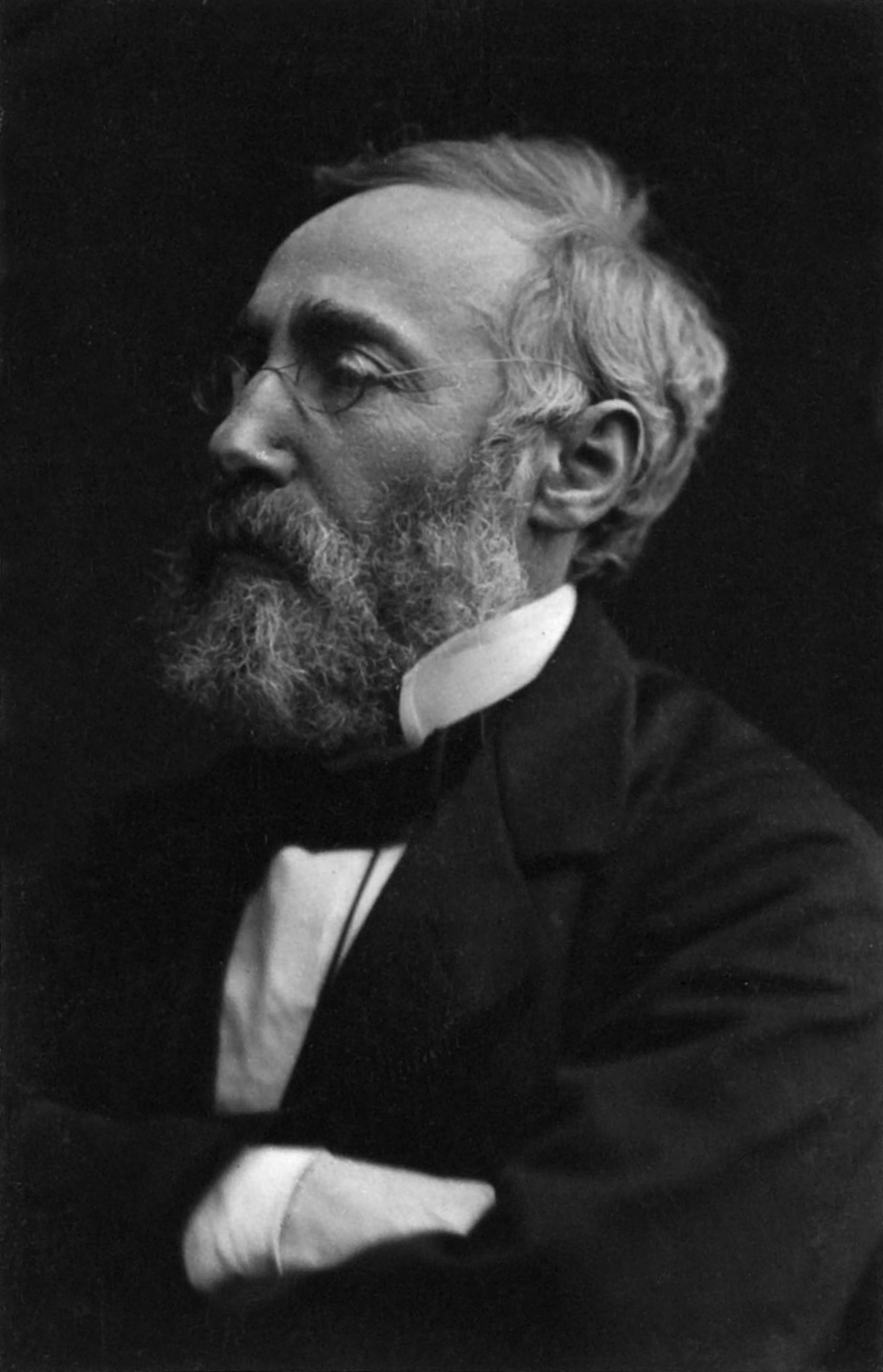
Portrét Jozefa Israëlse
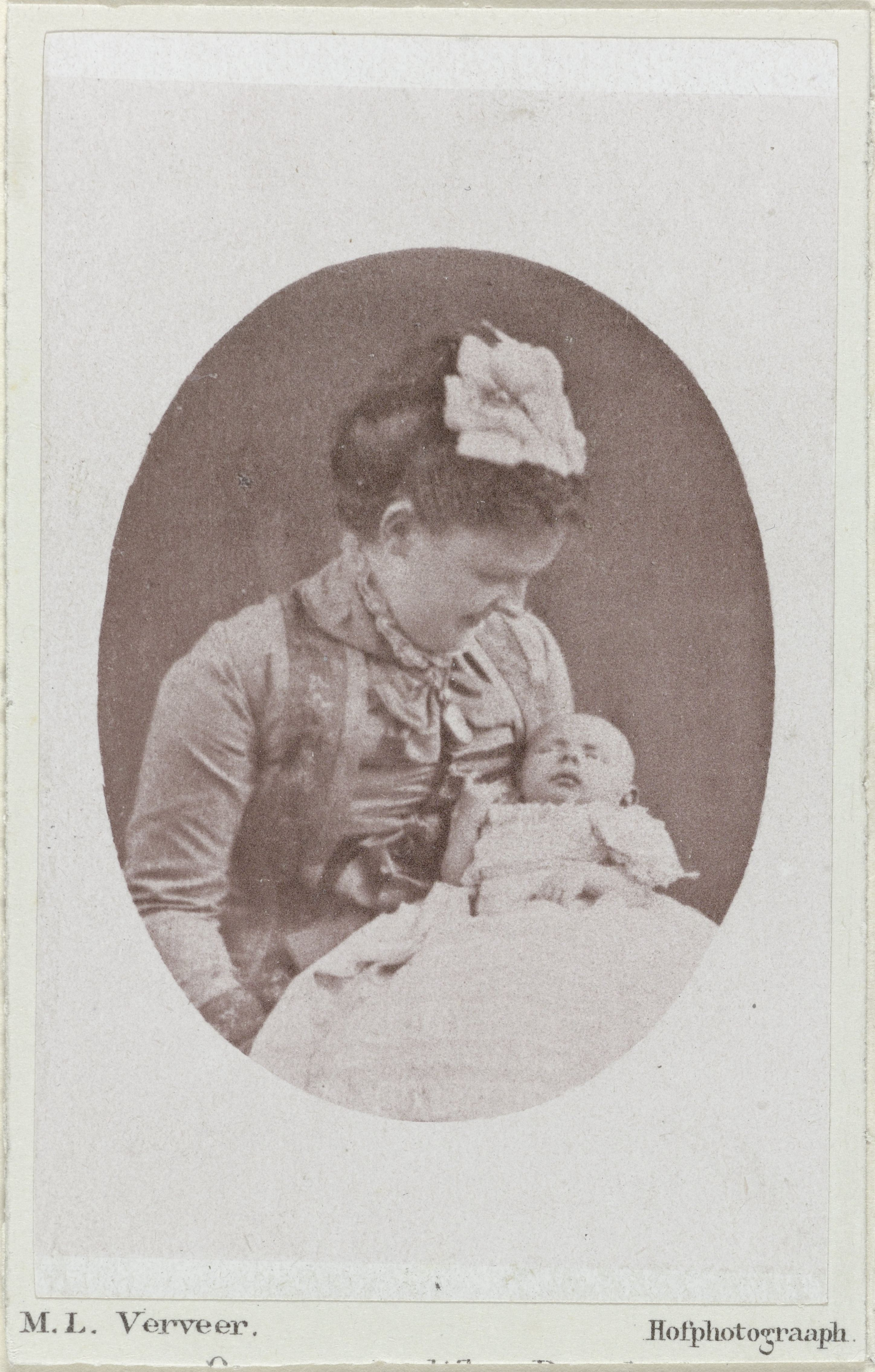
Portrét Emmy, nizozemské královny, a Wilhelminy, nizozemské královny
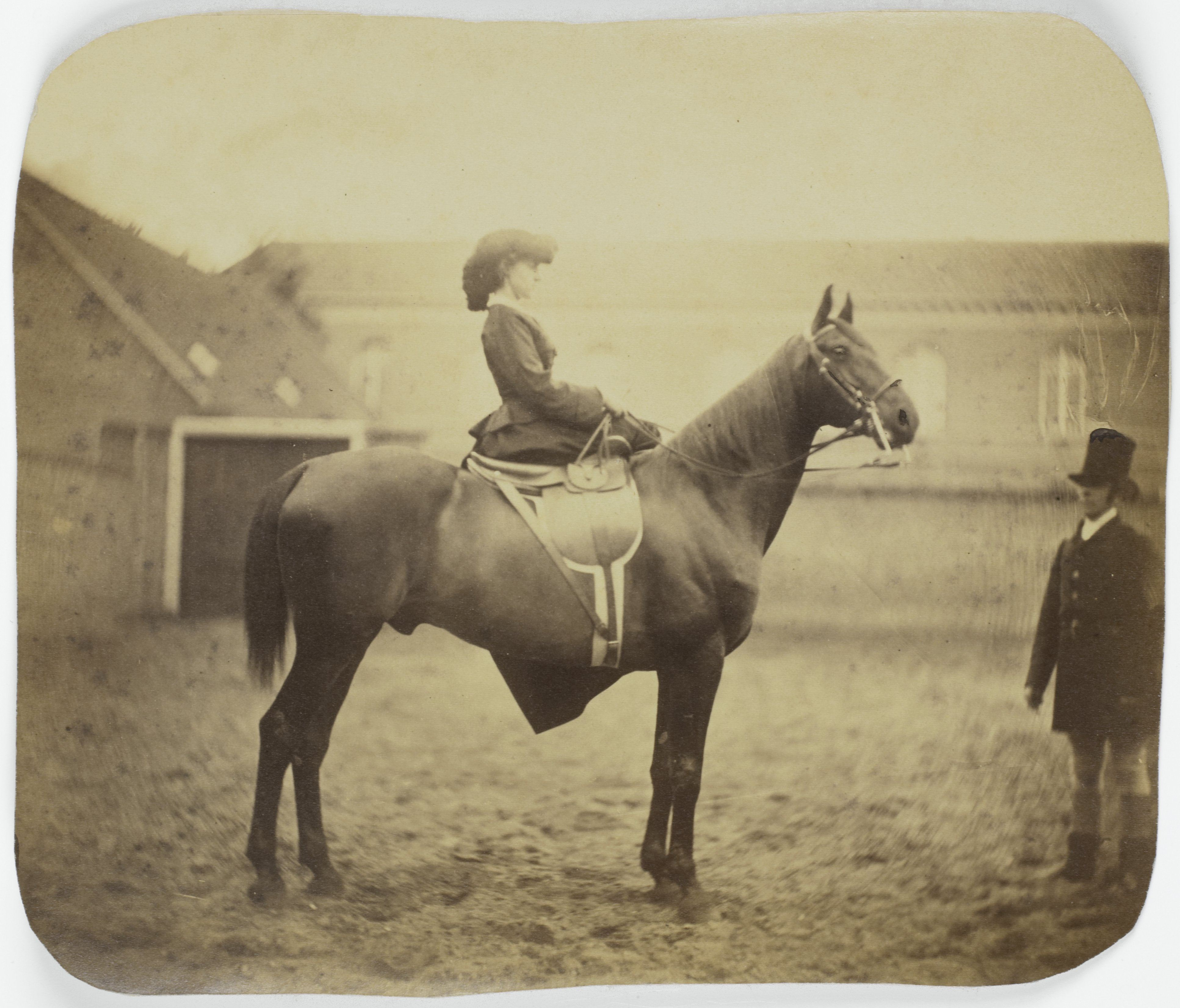
Alexandrine Tinne te paard
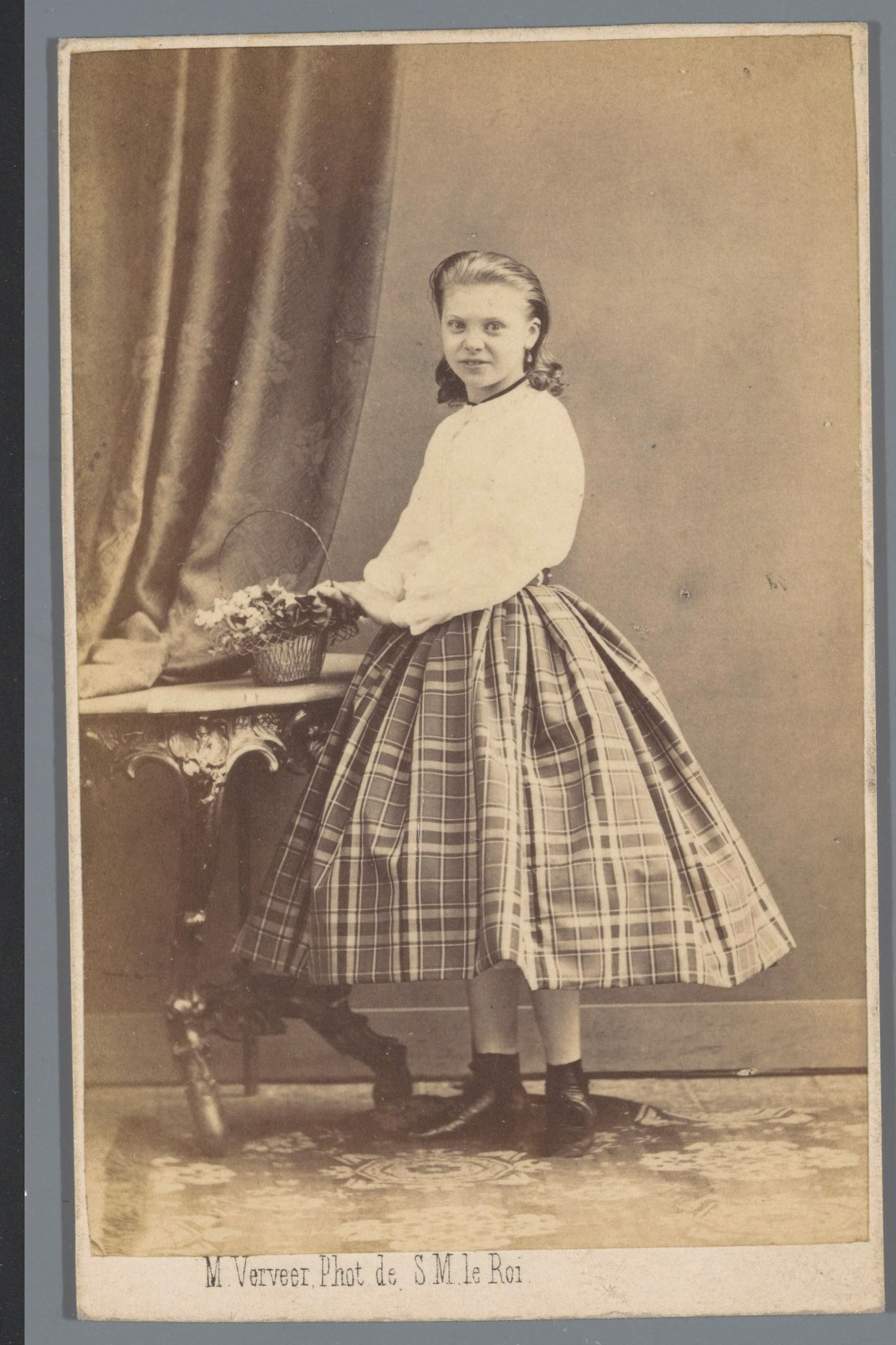
Portret Elise van Herbeele
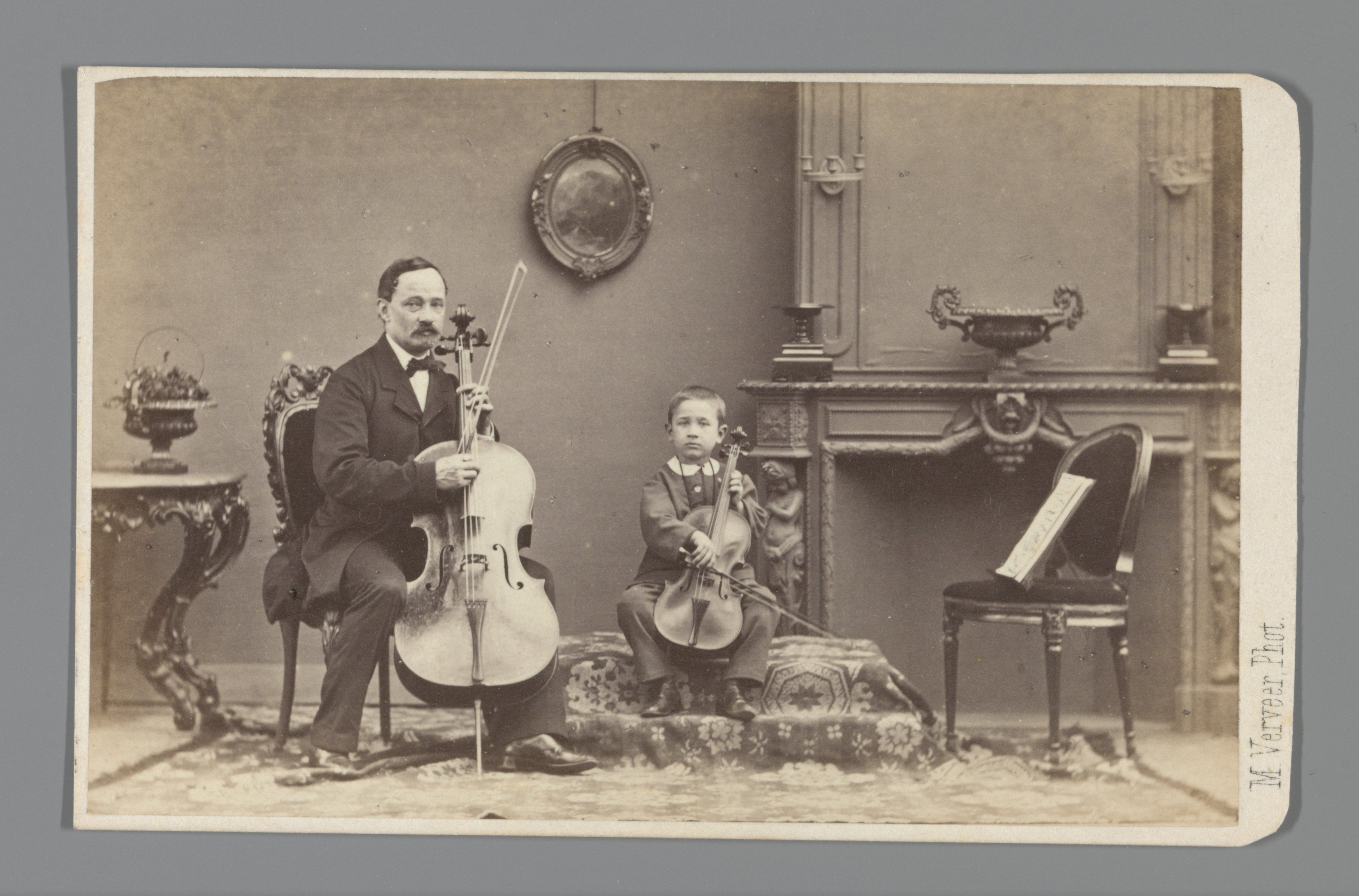
Portret man met cello en jongen met viool in huisinterieur
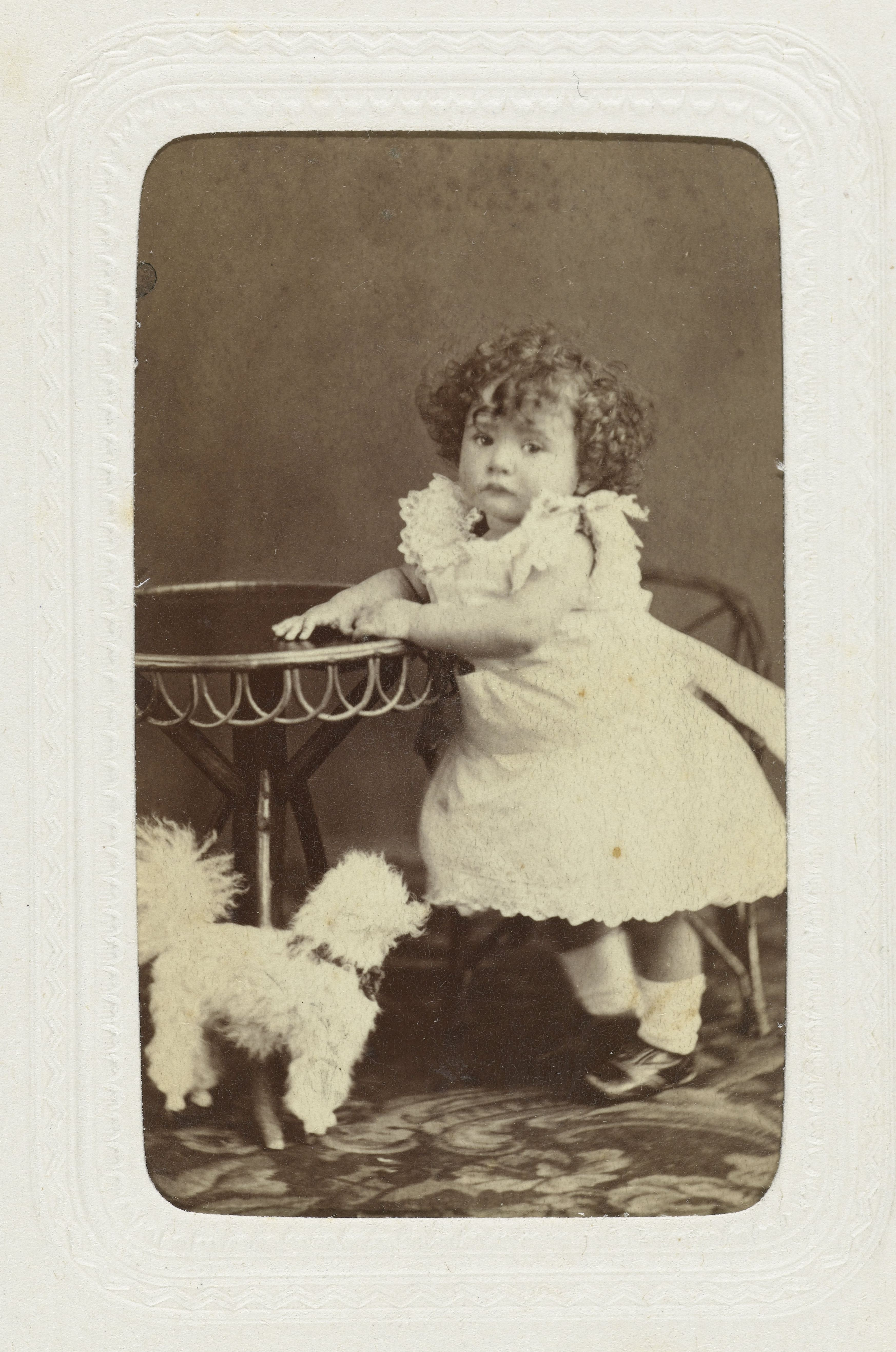
Studioportret van een klein meisje met een speelgoed hondje bij een tafel